# Рафаел Каріока
Рафаел Каріока (порт. Rafael Carioca, нар. 16 січня 1989, Ріо-де-Жанейро) — бразильський футболіст, півзахисник клубу «Атлетіко Мінейру».
Виступав, зокрема, за клуб «Спартак» (Москва).

## Ігрова кар'єра
Народився 16 січня 1989 року в місті Ріо-де-Жанейро. Вихованець юнацьких команд футбольних клубів «Пао де Асукар» та «Греміо».
У дорослому футболі дебютував 2008 року виступами за команду клубу «Греміо», в якій протягом сезону взяв участь у 37 матчах чемпіонату. 
На початку 2009 року приєданвся до московського «Спартака». Провівши один сезон у Москві, футболіст висловив бажання повернутися на батьківщину і був відданий в оренду до «Васко да Гама». До складу«Спартака» повернувся на початку 2011 року. Цього разу відіграв за московських спартаківців наступні 2,5 сезони своєї ігрової кар'єри. Більшість часу, проведеного у складі московського «Спартака», був основним гравцем команди.
З літа 2014 року повернувся до Бразилії, на умовах оренди захищав кольори команди клубу «Атлетіко Мінейру», а через рік бразильський клуб викупив половину прав на гравця.